# Uncial 082
Uncial 082 (numeração de Gregory-Aland), é um manuscrito uncial grego do Novo Testamento. A paleografia data o codex para o século 6.

## Descoberta
Codex contém o texto do Epístola aos Efésios (4,8-12) em 1 folha de pergaminho. O texto está escrito com duas colunas por página, contendo 26 linhas cada.
O texto grego desse códice é um representante do Texto-tipo misto. Aland colocou-o na Categoria III.
Constantin von Tischendorf viu esta folha em 1868 em Moscou.
Actualmente acha-se no Museu Histórico do Estado (V. 108) in Moscovo.